# اولون سومه
اولون سومه (انگلیسی: Olon Süme) یک سایت باستان‌شناسی در شمال Darhan Muminggan United Banner است. از دهه ۱۹۳۰ این مکان به عنوان پایتخت شمالی پادشاهان قرون وسطایی اونگود شناخته شده‌است. مجموعه‌ای از مصنوعات کوچک از این مکان در سال ۲۰۰۳ در ژاپن به نمایش گذاشته و منتشر شد.  اخیراً دولت چین توسعه این سایت را به عنوان یک مقصد گردشگری آغاز کرده‌است.
۴۱°۵۷′۳۶″ شمالی ۱۱۰°۲۹′۱۰″ شرقی / ۴۱٫۹۶۰۰۰°شمالی ۱۱۰٫۴۸۶۱۱°شرقی